# Сигел, Кейт
Кейт Гордон Сигелбаум (англ. Kate Gordon Siegelbaum, род. 9 августа 1982, Силвер-Спринг, известная профессионально как Кейт Сигел (англ. Kate Siegel) — американская актриса и сценарист. Наиболее известна благодаря сотрудничеству со своим мужем, режиссёром Майком Флэнаганом, появлялась во многих его произведениях — в частности, в сериале «Призрак», режиссёром которого является Флэнаган.

## Ранние годы
Кейт Сигелбаум родилась в городе Силвер-Спринг, штат Мэриленд. Её отец Пол и мать Лора — евреи по национальности. Она училась в епископальной школе St. Andrew’s Episcopal School в Потомаке и в 2004 году окончила Сиракузский университет.

## Карьера
Кинодебют актрисы состоялся в 2007 году с выходом фильма «Проклятие черного георгина». В том же году на кинофестивале Tribeca Film состоялась премьера другого фильма с Кейт Сигел Hacia La Oscuridad.
В 2008 году она получила свою первую большую роль в театре на Шекспировском фестивале в Теннесси в постановке «Сон в летнюю ночь». Также в 2008 году состоялась премьера фильма «Пар» с Элли Шиди и Руби Ди в главных ролях. 2009 год принес актрисе дебют на телевидении с ролью Шерил в «Говорящая с призраками». В 2010 году она появилась в сериале «4исла» в роли Рейчел Холландер.
В 2013 году состоялась премьера фильма «Окулус» с ней в эпизодической роли, а режиссёром и сценаристом выступил её будущий муж Майк Флэнаган. Презентация прошла на Международном кинофестивале в Торонто. В 2016 году Кейт дебютировала как сценарист вместе с Майком Флэнаганом в фильме ужасов «Тишина», где Кейт сыграла главную роль. В том же году состоялась премьера другого фильма «Уиджи: происхождение зла».
В 2017 году Сигел вместе с Карлой Гуджино и Брюсом Гринвудом снялась в экранизации одноимённого романа Стивена Кинга «Игра Джеральда». Фильм был выпущен 29 сентября 2017 года на Netflix.
В 2018 году состоялась премьера сверхъестественного сериала в жанре ужасы «Призраки дома на холме» с Кейт в роли Теодоры Крейн.

## Личная жизнь
В интервью 2008 года Кейт Сигел заявила, что является бисексуалкой и раньше состояла в отношениях с женщинами.
В начале 2016 года актриса вышла замуж за своего коллегу и друга Майка Флэнагана. 26 ноября 2016 года у пары родился сын Коди Пол Флэнаган, а 3 декабря 2018 года на свет появилась дочь Теодора Изабель Айрин Флэнаган. Также Сигел является мачехой для сына Флэнагана от прошлых отношений Ригби Джозефа Флэнагана-Белла.

## Избранная фильмография
| Год  |   | Русское название                | Оригинальное название       | Роль                 |
| ---- | - | ------------------------------- | --------------------------- | -------------------- |
| 2013 | ф | Окулус                          | Oculus                      | Марисоль Чавес       |
| 2016 | ф | Тишина                          | Hush                        | Мэдди Янг            |
| 2016 | ф | Уиджи. Проклятие доски дьявола  | Ouija: Origin of Evil       | Дженни Браунинг      |
| 2017 | ф | Игра Джеральда                  | Gerald’s Game               | Салли                |
| 2018 | с | Призрак дома на холме           | The Haunting of Hill House  | Теодора (Тео) Крейн, |
| 2021 | с | Полуночная месса                | Midnight Mass               | Эрин Грин            |
| 2022 | с | Жена путешественника во времени | The Time Traveler's Wife    | Аннетта Детэмбл      |
| 2023 | ф | Бекки в ярости                  | The Wrath of Becky          | агент Монтана        |
| 2023 | с | Падение дома Ашеров             | The Fall of the House Usher | Камилла Л’Эспане     |
| 2024 | ф | Жизнь Чака                      | The Life of Chuck           | мисс Ричардс         |